# Спектральний індекс
Спектральний індекс — міра залежності густини потоку випромінювання астрономічного джерела від частоти. Визначається як показник степеня {\displaystyle \alpha } в формулі для залежності густини потоку випромінювання {\displaystyle S_{\nu }} (тобто потоку випромінювання на одиницю частоти) від частоти{\displaystyle \nu }:
{\displaystyle S_{\nu }\propto \nu ^{\alpha }.}
Якщо залежність потоку від частоти не є степеневим законом, то сам спектральний індекс є функцією частоти, яка визначається локально через логарифмічну похідну попередньої формули:
{\displaystyle \alpha \!\left(\nu \right)={\frac {\partial \log S_{\nu }\!\left(\nu \right)}{\partial \log \nu }}.}
Звісно, степеневий закон може працювати лише в обмеженому діапазоні частот, оскільки інакше інтеграл по всіх частотах був би нескінченним.
Спектральний індекс також іноді визначається, використовуючи замість частоти довжину хвилі {\displaystyle \lambda }. В даному випадку спектральний показник {\displaystyle \alpha } задається співвідношенням
{\displaystyle S_{\lambda }\propto \lambda ^{\alpha },}
і на заданій довжині хвилі спектральний індекс може бути обчислений за формулою
{\displaystyle \alpha \!\left(\lambda \right)={\frac {\partial \log S_{\lambda }\!\left(\lambda \right)}{\partial \log \lambda }}.}
Спектральний індекс, визначений за допомогою {\displaystyle S_{\nu }}, який можна назвати {\displaystyle \alpha _{\nu },} відрізняється від індексу {\displaystyle \alpha _{\lambda }}, визначеного за допомогою {\displaystyle S_{\lambda }.} Загальний потік між двома частотами або довжинами хвиль дорівнює
{\displaystyle S=C_{1}(\nu _{2}^{\alpha _{\nu }+1}-\nu _{1}^{\alpha _{\nu }+1})=C_{2}(\lambda _{2}^{\alpha _{\lambda }+1}-\lambda _{1}^{\alpha _{\lambda }+1})=c^{\alpha _{\lambda }+1}C_{2}(\nu _{2}^{-\alpha _{\lambda }-1}-\nu _{1}^{-\alpha _{\lambda }-1})}
це означає, що
{\displaystyle \alpha _{\lambda }=-\alpha _{\nu }-2.}
Іноді спектральний індекс визначається з протилежним знаком,
{\displaystyle S_{\nu }\propto \nu ^{-\alpha }.}
Спектральний індекс джерела може вказувати на його властивості. Наприклад, користуючись визначаюченням зі знаком плюс, спектральний індекс випромінювання оптично тонкої теплової плазми становить -0,1, тоді як для оптично товстої плазми він дорівнює 2. Таким чином, спектральний індекс від -0,1 до 2 на радіочастотах часто вказує на теплове випромінювання, тоді як крутий негативний спектральний індекс зазвичай вказує на синхротронне випромінювання. Додатковим фактором, який впливає на спектральний індекс, є поглинання випромінювання, яке теж жалежить від частоти.

## Спектральний показник теплового випромінювання
На радіочастотах, де закон Релея–Джинса є хорошим наближенням до спектру теплового випромінювання, інтенсивність визначається як
{\displaystyle B_{\nu }(T)\simeq {\frac {2\nu ^{2}kT}{c^{2}}}.}
Взявши логарифм обох частин виразу та порахувавши похідну за {\displaystyle \log \,\nu }, знаходимо
{\displaystyle {\frac {\partial \log B_{\nu }(T)}{\partial \log \nu }}\simeq 2.}
Використовуючи визначення з позитивним знаком, спектральний індекс теплового випромінювання в режимі Релея-Джинса наближено дорівнює {\displaystyle \alpha \simeq 2}. Спектральний індекс відхиляється від цього значення на коротших довжинах хвиль, для яких закон Релея–Джинса стає все більш неточним наближенням, прагнучи до нуля, коли інтенсивність досягає піку на частоті, визначеній законом зміщення Віна.